# Dimitri Peters
Dimitri Peters (Gliaden, URSS, 4 de mayo de 1984) es un deportista alemán, de origen ruso, que compite en judo.
Participó en los Juegos Olímpicos de Londres 2012, obteniendo una medalla de bronce en la categoría de –100 kg. Ha ganado dos medallas de bronce en el Campeonato Mundial de Judo, en los años 2013 y 2015, y una medalla de bronce en el Campeonato Europeo de Judo de 2006.

## Palmarés internacional
| Juegos Olímpicos   | Juegos Olímpicos        | Juegos Olímpicos  | Juegos Olímpicos |
| Año                | Lugar                   | Medalla           | Categoría        |
| ------------------ | ----------------------- | ----------------- | ---------------- |
| 2012               | Londres (Reino Unido)   | Medalla de bronce | –100 kg          |
| Campeonato Mundial |                         |                   |                  |
| Año                | Lugar                   | Medalla           | Categoría        |
| 2013               | Río de Janeiro (Brasil) | Medalla de bronce | –100 kg          |
| 2015               | Astaná ( Kazajistán)    | Medalla de bronce | –100 kg          |
| Campeonato Europeo |                         |                   |                  |
| Año                | Lugar                   | Medalla           | Categoría        |
| 2006               | Tampere (Finlandia)     | Medalla de bronce | –100 kg          |